# All the Same
All the Same je prvi single australske grupe "Sick Puppies" objavljen s albuma iz 2007. "Dressed Up as Life". Za pjesmu su snimljena tri video spota od kojih prva dva prikazuju Juan Manna začetnika kampanje Besplatni zagrljaji.
Pjesmu je napisao Shimon Moore, producenti su Rock Mafia (Tim James, Antonina Armato). Objavljena je 26.09.2006. 
Na ljestivici "U.S. Billboard Alternative Songs" dosegla je 8. poziciju, što je drugi najveći uspjeh grupe na ovoj ljestivici.